# Niviventer mekongis
Niviventer mekongis és una espècie de mamífer rosegador de la família dels múrids. viu a Laos, Vietnam i les províncies xineses de Guangxi i Yunnan. Té una llargada de cap a gropa de 105-163 mm, la cua de 143-216 mm i un pes de 46,4-126 g. El seu pelatge, suau i llanós, és marró rogenc al dors i ocraci-lleonat al ventre. El seu nom específic, mekongis, significa 'del Mekong' en llatí.